# Josip Antolović
Josip Antolović, hrvaški general, * 5. marec 1916, Slavonski Brod, † 28. januar 1999, Zagreb.

## Življenjepis
Pred drugo svetovno vojno je bil železarski delavec. Leta 1941 je vstopil v NOVJ in v KPJ. Postal je poveljnik 12. proletarske brigade in 33. divizije. 
Po vojni je končal šolanje na Vojaški akademiji Frunze in operativni tečaj na Vojni šoli Višji vojaški akademiji JLA. Pozneje je prevzel poveljstvo divizije, korpusa, vojnega področja,... Leta 1966 se je upokojil.

## Odlikovanja
- red narodnega heroja
- red vojne zastave
- red zaslug za ljudstvo z zlato zvezdo